# Amrumer Windmühle

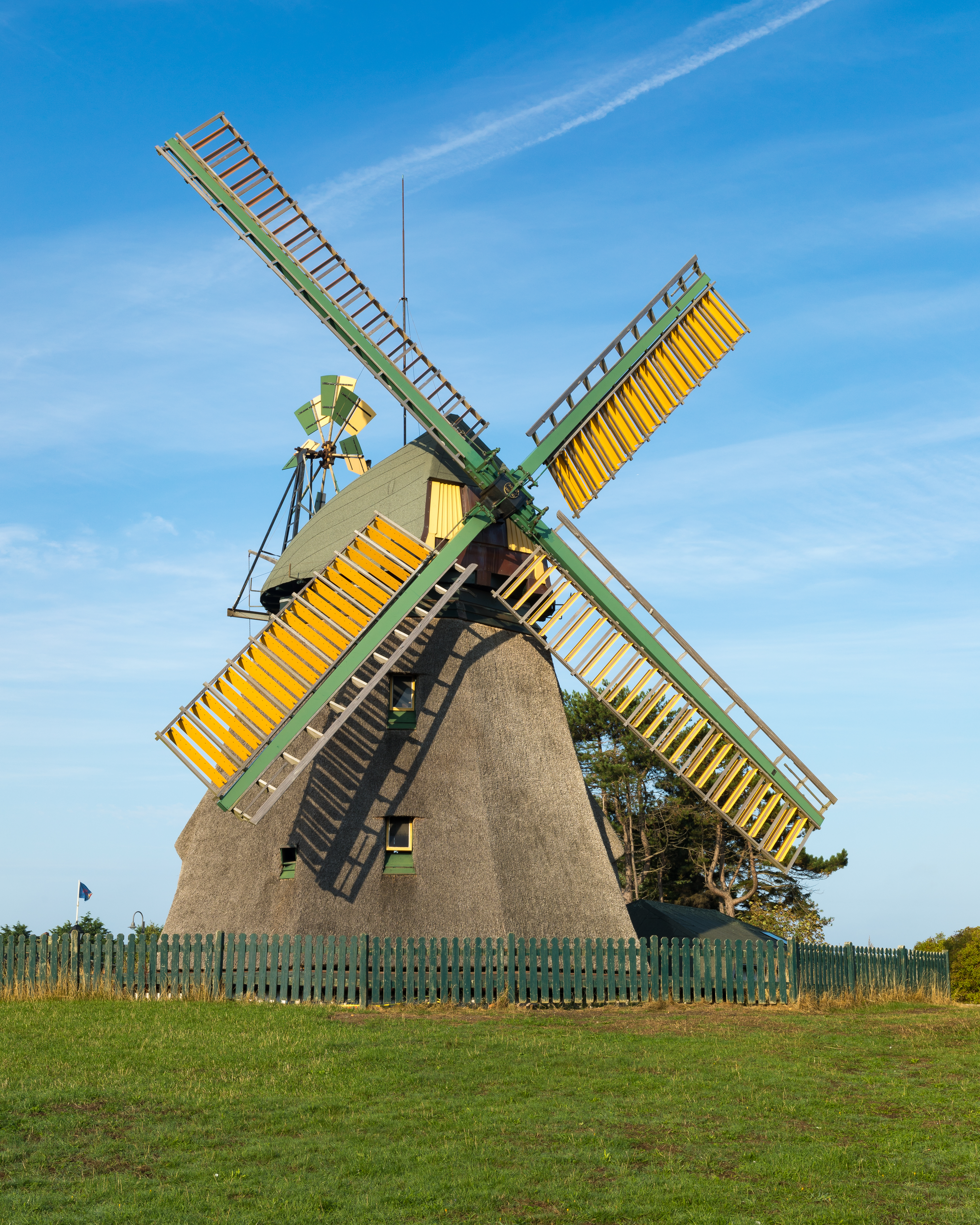
Die Nebeler Windmühle

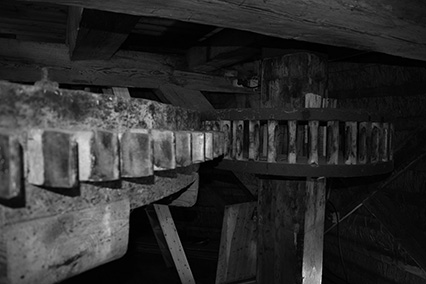
Königswelle und Klüwer der Amrumer Windmühle

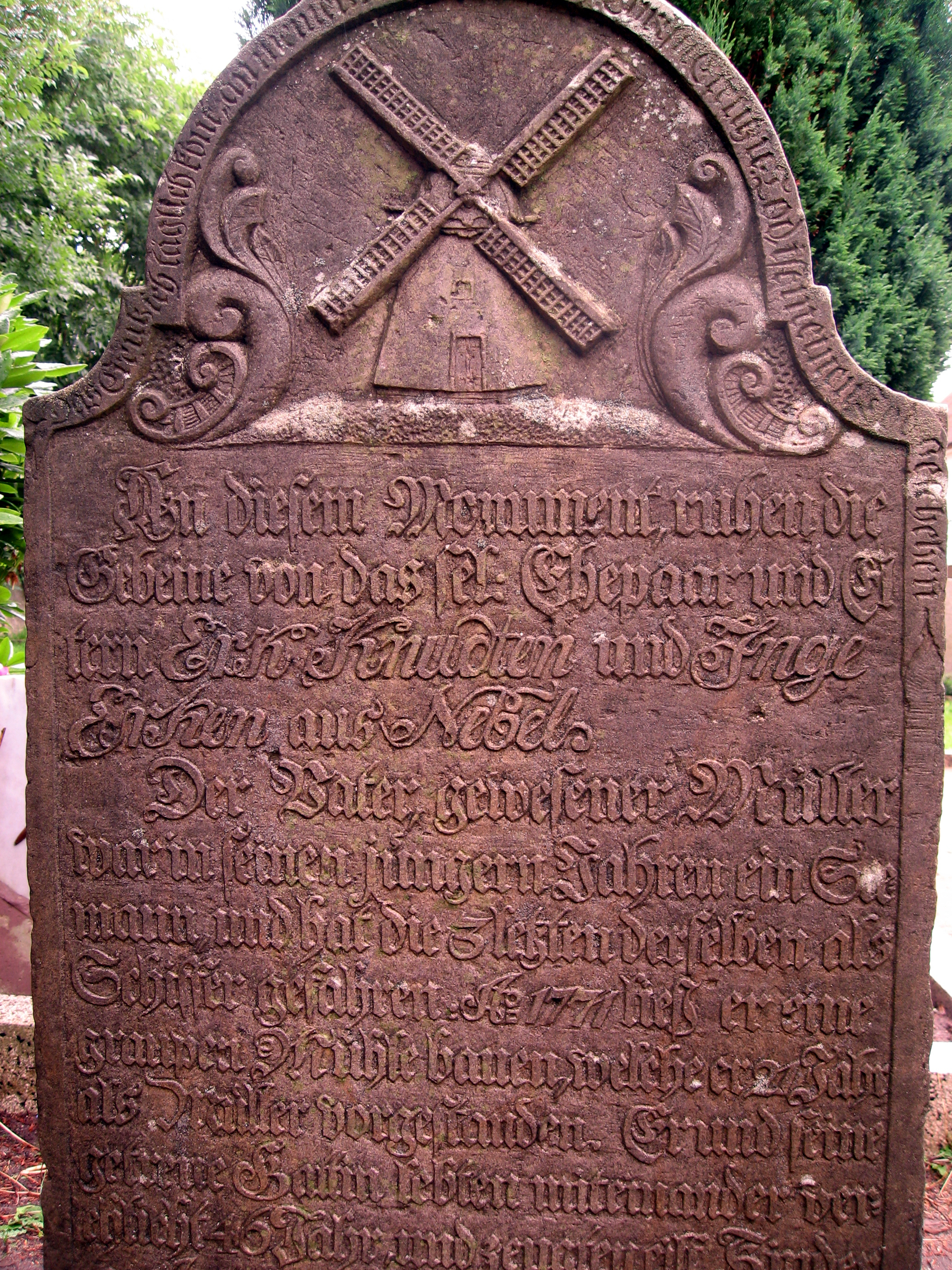
Grabstein von Erk Knudten und Inge Erken

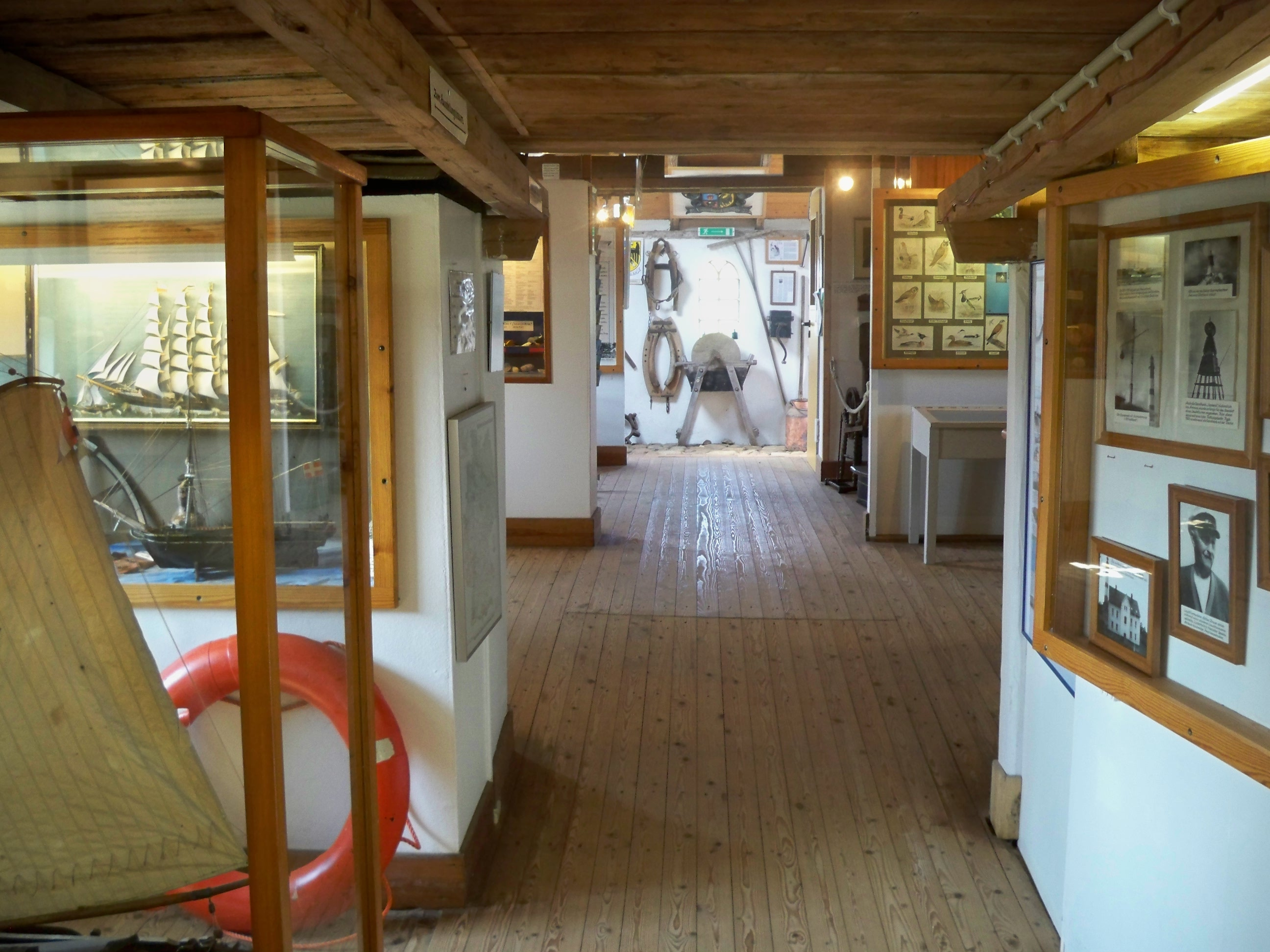
Heimatmuseum

Die Amrumer Windmühle ist eine Windmühle in der Bauart eines Kellerholländers im Ort Nebel auf der Nordseeinsel Amrum. Sie steht auf der höchsten natürlichen Erhebung des Ortes und gilt als Wahrzeichen der Insel. Die Amrumer Windmühle ist seit 1967 denkmalgeschützt und noch komplett mit den Müllereimaschinen des letzten Betriebszustandes ausgestattet (zwei Steinmahlgänge, Trieur, Aspirationsmaschine, Backschrotsichter). Die Amrumer Windmühle besitzt eine Windrose, welche die Kappe über einen Drehkranz in den Wind dreht. Die beiden Ruten sind mit Jalousieflügeln ausgerüstet. Die älteste Mühle Schleswig-Holsteins beherbergt ein Heimatmuseum und wechselnde Ausstellungen.

## Geschichte
Der Seefahrer Erk Knudten kaufte 1770 in Holland, vermutlich Amsterdam, einen achteckigen Erdholländer, den er per Schiff nach Amrum schaffte. In Holland wurde die Windmühle in Einzelteile zerlegt, beschriftet und alles seefest verpackt. Die Mahlsteine sind vermutlich über Kontakte zu Müllern der Insel Föhr nach Amrum gelangt. Die Bedachung der Mühle wurde auf Amrum in Reet gefertigt.
Die Nebeler Windmühle wurde 1770–1771 auf der höchsten Erhebung des Ortes gebaut. Da der Waldbestand zu jener Zeit wesentlich geringer war als heute, konnte man die Mühle aus allen Himmelsrichtungen sehen. Daraus ergab sich ihre anfängliche Bedeutung als „Seezeichen“ und Orientierungshilfe für vorbeifahrende Schiffe an der Westseite der Insel.
Die Inschrift des Grabsteines von Erk Knudten auf dem Friedhof an der Nebeler St.-Clemens-Kirche gibt folgende Auskunft: „An diesem Monument ruhen die Gebein von das selige Ehepaar und Eltern Erk Knudten und Inge Erken aus Nebel. Der Vater, gewesener Müller, war in seinen jüngeren Jahren ein Seemann und hat die 3 letzten derselben als Schiffer gefahren. Ao 1771 ließ er eine Graupen Mühle bauen, welche er 21 Jahre als Müller vorgestanden. Er und seine getreue Gattin lebten miteinander verehelicht 46 Jahre und zeugten 11 Kinder. Ao 1801 ist der Vater im 67. und die Mutter 1824 im 92. Jahre ihres Alters selig entschlafen“.
Als der erste Müller 1792 die Mühle an seinen Sohn übergab, war es nicht möglich, vom Mahlen von Graupen, Grütze und Korn im Haupterwerb zu leben, so dass der Müller auch Landwirtschaft auf den angrenzenden Flächen betrieb. Nachdem Erk Knudten verstorben war, erbte sein ältester Sohn die Mühle und die Geschwister sollten ausbezahlt werden. Dies war Martin Erken nach jahrelanger Müllertätigkeit jedoch nicht möglich und so übernahm eine seiner Schwestern, die einen reichen Landbesitzer geheiratet hatte, die Mühle. Als ihr Mann verstarb, überließ sie die Müllertätigkeiten ihrem Schwiegersohn Hans Tychsen und dem Müllergesellen.

### Die Besitzer der Amrumer Windmühle
- Erk Knudten, Seemann, erbaute die Mühle zwischen 1770 und 1771.
- Martin Erken, Müller und Zimmermann, Sohn von Erk Knudten, übernahm 1787 die Mühle.
- Hans Tychsen, Müllergeselle aus Tondern, übernahm 1825 die Mühle durch Heirat mit der Nichte Martin Erkens.
- Thomas Jensen Christensen, Müllergeselle aus Abild bei Tondern, übernahm die Mühle 1846 durch Heirat der Witwe von Hans Tychsen.
- Peter Klemensen Kristensen, Müllergeselle, Neffe von Thomas Christensen, übernahm nach dem Tod seines Onkels die Müllertätigkeiten.
- Hans Ernst Kristensen, genannt „Hans Maller“, Sohn von Peter K. Kristensen, Müller, war Amrums letzter Müller und führte die Mühle von 1922 bis 1964.
- Ab 1964 übernahm der Verein zur Erhaltung der Amrumer Windmühle e.V. die Windmühle und baute die ehemaligen Lagerräume zum Museum um und betreibt bis heute Ausstellungsräume für Künstler.

### Verein zur Erhaltung der Amrumer Windmühle
Es zeichnete sich schon seit den 1940er Jahren ab, dass der Windmühlenbetrieb durch ständige und häufig kostenintensive Reparaturarbeiten nicht mehr rentabel war. Zusätzlich machten Gesellschaften, die vom Festland mit niedrigeren Preisen auf die Insel vordrangen, dem Müller zu schaffen.
So entschloss sich „Hans Maller“ 1963 den Betrieb der Mühle einzustellen. Es ist sehr dem Bestreben von Hans Kristensens Frau Maria zu verdanken, dass die Mühle einem Verein übergeben wurde, der sich um den Fortbestand der Mühle kümmern wollte. Maria Kristensen bat den damaligen Inselpastor Erich Pörksen um Rat. Dieser zögerte nicht lange und berief eine Versammlung ein, um einen Verein zur Erhaltung der Mühle zu gründen.
Am 16. Januar 1964 wurde durch einen Sachverständigen der Wert der Mühle ermittelt und am 20. Januar 1964 fand die erste Versammlung zur Gründung des Vereins im Amrumer Bahnhofshotel in Nebel statt, zu der Pastor Erich Pörksen eingeladen hatte. Es fanden sich gut 70 Insulaner ein, um den Fortbestand der Mühle zu sichern. Noch an diesem Abend wurde der Verein gegründet und ihm eine Satzung gegeben.
Umgehend wurden Umbau- und Reparaturarbeiten ausgeführt, um die Mühle zu erhalten und zu erweitern. Hierzu gehörten die Erneuerung der Reetbedachung, die Imprägnierung von Holzteilen oder deren Erneuerung und der Einbau von sanitären Anlagen für Besucher. Das in den Lagerräumen eingerichtete Museum öffnete am 28. Juni 1964 und bot eine dauerhafte Einnahmequelle. Bis heute kümmern sich ehrenamtliche Arbeitskräfte und Spender um die Erhaltung der Amrumer Mühle.
Am 25. August 2011 verursachte eine Orkanböe erhebliche Schäden an den Ruten und der Mühlenkappe. Eine Begutachtung aller Schäden ergab einen erforderlichen Kostenrahmen von rund 250.000 €, um die Windmühle windgängig zu sanieren. Inselbewohner und Stammgäste spendeten die hohe Summe von rund 100.000 €. Im September 2012 wurden mit Hilfe eines vom Festland eingeschifften Fahrzeugkranes die beiden Ruten sowie die rund zwölf Tonnen schwere Dachhaube abgenommen.
Die bedeutendsten Baumaßnahmen bezogen sich neben der umfangreich reparierten Kappe auf ein neues Reetdach sowie ein neues Jalousieflügelkreuz mit durchgängigen Stahlruten und Jalousieklappen aus Aluminium. Bereits im Mai 2013 war die Mühle wieder in Stand gesetzt.
Im Rahmen der Reparaturarbeiten wurden die Achtkanthölzer dendrochronologisch untersucht. Das Ergebnis lag im Januar 2016 vor und bescheinigte ein Baujahr von ca. 1670 sowie die Herkunft des Kiefernholzes aus Mittelschweden. Schiffer Erk Knudten hatte also 1770 eine bereits 100-jährige Windmühle auf die Insel gebracht. Nach diesem Befund besitzt die Amrumer Windmühle den ältesten Holzachtkant in Schleswig-Holstein und Hamburg, möglicherweise sogar den ältesten Holzachtkant aller erhaltenen Windmühlen der Bundesrepublik Deutschland.

## Heutige Bedeutung
Das Heimatmuseum ist von April bis Oktober geöffnet. In seiner Ausstellung wird die Amrumer Geschichte sowie die Amrumer Flora und Fauna dargestellt. So gibt es Exponate zur Amrumer Inselbahn, zur Seenotrettung und zur Amrumer Kultur, wie beispielsweise Friesentrachten. Regelmäßig stellen Künstler ihre auf Amrum oder auswärts geschaffenen Werke aus. Die Mühle dient darüber hinaus als Standesamt.
Bis heute ist die Mühle funktionsfähig und wird regelmäßig in Betrieb gesetzt, jedoch wird kein Korn mehr gemahlen. Kellergeschoss und Steinboden sind Teil des Museums. Der Verein strebt den Wiedereinbau des Dieselmotors an, der einst ausgebaut wurde, um an dieser Stelle  Platz für die Sanitäranlagen zu schaffen.
Gewöhnlich stehen die Windmühlenflügel in X-Form („Schere“). Findet in Nebel eine Beerdigung statt, so werden die Mühlenflügel ins „Kreuz“ gedreht, das heißt, sie stehen senkrecht bzw. waagerecht.

## Sonstiges
Eine weitere Amrumer Windmühle, Bertha, findet sich im Nebeler Ortsteil Süddorf. Sie stand einst auf der benachbarten Insel Sylt und wird heute als Wohnung genutzt. An ihrer Stelle hatte zuvor eine Bockwindmühle gestanden. Eine weitere Bockwindmühle stand in Norddorf am südöstlichen Ortsausgang.